# خاطره (فیلم ۲۰۱۵)
خاطره (به انگلیسی: Memoria) فیلمی محصول سال ۲۰۱۵ و به کارگردانی ولادمیر دی فانتنی و نینا لجتی است. در این فیلم بازیگرانی همچون جیمز فرانکو، توماس مان و تئو هالم ایفای نقش کرده‌اند.